# Sandro Zeller
Sandro Zeller (ur. 16 listopada 1991 w Uster) – szwajcarski kierowca wyścigowy. Syn Jo, byłego kierowcy wyścigowego, a obecnie właściciela zespołu Jo Zeller Racing.

## Życiorys
Sandro karierę rozpoczął w roku 2006, od startów w kartingu. Dwa lata później zadebiutował w serii wyścigów samochodów jednomiejscowych – Formule Lista Junior. W pierwszym sezonie startów Zeller zmagania zakończył na 14. miejscu. W drugim czterokrotnie znalazł się na podium, z czego raz na najwyższym jego stopniu, dzięki czemu rywalizację ukończył na 5. pozycji.
Jeszcze w tym samym roku wziął udział w kończącej sezon Niemieckiej Formuły 3 rundzie, na torze w Oschersleben. W kolejnym sezonie był etatowym kierowcą serii. Szwajcar dwukrotnie sięgał po punkty, dojeżdżając na ósmej lokacie zarówno w Assen, jak i Oschersleben. Dzięki nim został sklasyfikowany na 17. miejscu. Sandro brał udział również w austriackiej edycji F3. Zeller sześciokrotnie mieścił się w pierwszej trójce, z czego trzykrotnie na najwyższym stopniu, dzięki czemu zmagania zakończył na 3. pozycji. Oprócz regularnych startów, Szwajcar wystartował także w dwóch eliminacjach Formuły 3 Euroseries (dwukrotnie na Hockenheimringu). Nie zdobył jednak żadnych punktów.
W sezonie 2011 Sandro zdominował rywalizację W Austriackiej Formule 3, zwyciężając w dziewięciu z dwunastu rozegranych wyścigów. Ponownie planował start w pełnym wymiarze w niemieckiej edycji, jednak ostatecznie zaliczył trzy pierwsze rundy. Trzykrotnie osiągnął metę w punktowanej ósemce, dzięki czemu został sklasyfikowany na 15. miejscu. Szwajcar po raz kolejny zanotował gościnny występ w Formule 3 (na Hockenheimringu oraz Norisring). I tym razem jednak nie zdołał dojechać na punktowanej lokacie.
W 2012 roku Zeller postanowił wziąć udział w pełnym sezonie Formuły 3 Euroseries oraz Europejskiej Formule 3. Gdy w Mistrzostwach Europy wylądował bez punktów na 24 pozycji, w Euro Series z dorobkiem 23 punktów był 12. Największy jednak sukces osiągnął Szwajcar w Austriackiej Formule 3, gdzie zdobył tytuł wicemistrzowski.
W 2013 roku Szwajcar kontynuował starty w Europejskiej Formule 3. Jednak w żadnym z trzydziestu wyścigów, w których wystartował, nie zdobył punktów. Został sklasyfikowany na 27 pozycji. Rok później wystartował łącznie w 23 wyścigach, w ciągu których nie zdobywał punktów. W końcowej klasyfikacji kierowców uplasował się na 27 pozycji.

## Wyniki

### Podsumowanie
| Sezon | Seria                                     | Zespół           | Wyścigi | Zwycięstwa | PP | NO | Podium | Punkty | Pozycja |
| ----- | ----------------------------------------- | ---------------- | ------- | ---------- | -- | -- | ------ | ------ | ------- |
| 2008  | Formuła Lista Junior                      | Jo Zeller Racing | 12      | 0          | 1  | 0  | 0      | 17     | 14      |
| 2009  | Formuła Lista Junior                      | Jo Zeller Racing | 12      | 1          | 1  | 1  | 4      | 115    | 5       |
| 2009  | Niemiecka Formuła 3                       | Jo Zeller Racing | 2       | 0          | 0  | 0  | 0      | N/A    | NS†     |
| 2010  | Niemiecka Formuła 3                       | Jo Zeller Racing | 16      | 0          | 0  | 0  | 0      | 3      | 17      |
| 2010  | Austriacka Formuła 3                      | Jo Zeller Racing | 8       | 3          | 6  | 5  | 6      | 115    | 3       |
| 2010  | Formuła 3 Euroseries                      | Jo Zeller Racing | 4       | 0          | 0  | 0  | 0      | N/A    | NS†     |
| 2011  | Niemiecka Formuła 3                       | Jo Zeller Racing | 6       | 0          | 0  | 0  | 0      | 5      | 15      |
| 2011  | Austriacka Formuła 3                      | Jo Zeller Racing | 12      | 9          |    |    | 12     | 225    | 1       |
| 2011  | Formuła 3 Euroseries                      | Jo Zeller Racing | 9       | 0          | 0  | 0  | 0      | 0      | NS      |
| 2012  | Austriacka Formuła 3                      | Jo Zeller Racing | 10      | 7          | 7  | 7  | 10     | 185    | 2       |
| 2012  | Formuła 3 Euro Series                     | Jo Zeller Racing | 24      | 0          | 0  | 0  | 0      | 23     | 12      |
| 2012  | Europejska Formuła 3                      | Jo Zeller Racing | 20      | 0          | 0  | 0  | 0      | 0      | NS      |
| 2012  | Masters of Formula 3                      | Jo Zeller Racing | 1       | 0          | 0  | 0  | 0      | N/A    | NS      |
| 2012  | Masters of Formula 3 - Invitational class | Jo Zeller Racing | 1       | 0          | 1  | 1  | 0      | N/A    | NS      |
| 2013  | Masters of Formula 3                      | Jo Zeller Racing | 1       | 0          | 0  | 0  | 0      | N/A    | 17      |
| 2013  | Europejska Formuła 3                      | Jo Zeller Racing | 30      | 0          | 0  | 0  | 0      | 0      | 27      |
| 2014  | Europejska Formuła 3                      | Jo Zeller Racing | 23      | 0          | 0  | 0  | 0      | 0      | 27      |

† – Zeller nie był liczony do klasyfikacji.